# Траектория

Траектории трёх объектов (угол запуска — 70°, Distance — расстояние, Height — высота), разное лобовое сопротивление

Траекто́рия материа́льной то́чки — линия в пространстве, являющаяся множеством геометрических точек, где можно найти материальную точку, в физической задаче. Вид траектории свободной материальной точки зависит от действующих на точку сил, начальных условий движения и от выбора системы отсчёта, а несвободной — также от наложенных связей.
Понятие о траектории имеет смысл и в отрыве от какого-либо реального движения. Но траектория, изображаемая в некоторой системе координат, сама по себе не даёт информации о причинах движения тела по ней, пока не выполнен анализ конфигурации поля действующих на тело сил в той же координатной системе.

## Способы задания траектории
Вид траектории не зависит от особенностей её прохождения материальной точкой, поэтому для задания траектории могут применяться не физические законы или модели, а средства дифференциальной геометрии.
Так, траектория иногда задаётся функцией/функциями, связывающ-ей/-ими координаты на линии движения точки:
{\displaystyle x=x_{min}\ldots x_{max}} в случае движения по прямой,
{\displaystyle y=y(x)} для плоского случая,
{\displaystyle y=y(x)} и {\displaystyle z=z(x)} в объёмном случае.
Но здесь необходимы взаимная однозначность связи координат и отсутствие повторного прохождения материальной точкой каких-либо участков. Например, если тело двигалось по отрезку от {\displaystyle x_{min}} до {\displaystyle x_{max}} и назад, то траектория является «двойной» (туда-обратно) линией, что будет упущено при вышеуказанном подходе. Тем не менее, такое координатное задание траектории во многих простых ситуациях удобно.
В общем случае движение материальной точки в кинематике описывается зависимостью радиус-вектора от времени:
{\displaystyle {\vec {r}}={\vec {r}}(t)}.
Такая зависимость представляет траекторию, давая избыток информации — кроме формы прочерчиваемой точкой геометрической линии, имея {\displaystyle {\vec {r}}(t)}, можно получить скорость и другие параметры движения. Задание {\displaystyle {\vec {r}}(t)} подразумевает задание изменений трёх декартовых координат во времени:
{\displaystyle {\vec {r}}(t)=x(t){\vec {i}}+y(t){\vec {j}}+z(t){\vec {k}}},
где {\displaystyle {\vec {i}}}, {\displaystyle {\vec {j}}}, {\displaystyle {\vec {k}}} — орты. Присутствие здесь времени {\displaystyle t}, казалось бы, противоречит независимости траектории от деталей движения по ней, но на самом деле для задания именно траектории на место {\displaystyle t} в выражениях {\displaystyle x(t)}, {\displaystyle y(t)}, {\displaystyle z(t)} можно подставлять любую взаимно однозначную функцию {\displaystyle T(t)}. Произвол не скажется на форме траектории, а будет «менять» скорость прохождения: скажем, при замене {\displaystyle t} на {\displaystyle T=2t} скорость во всех точках траектории удвоится.
В выбранной системе отсчета, кривая, описываемая концом радиус-вектора в пространстве, может быть представлена в виде сопряжённых дуг различной кривизны, находящихся в общем случае в пересекающихся плоскостях. При этом кривизна каждой дуги определяется её радиусом кривизны (не путать с радиус-вектором {\displaystyle {\vec {r}}}), направленным к дуге из мгновенного центра поворота (не путать с началом отсчета радиус-векторов), находящегося в той же плоскости, что и сама дуга. Прямая линия рассматривается как предельный случай кривой, радиус кривизны которой может считаться равным бесконечности.

## Траектория и смежные понятия
- Закон движения — зависимость радиус-вектора точки от времени {\displaystyle {\vec {r}}(t)};
- Путь — криволинейная координата вдоль траектории материальной точки (обычно обозначается символом {\displaystyle S});
- Длина пути — длина траектории, вычисляемая как

{\displaystyle \Delta S=S_{2}-S_{1}=\int _{t_{1}}^{t_{2}}|{\dot {\vec {r}}}(t)|dt},
где цифры 1 и 2 маркируют начальное и конечное положения точки, соответственно;
- Перемещение — вектор из начального положения точки в конечное

{\displaystyle \Delta {\vec {r}}={\vec {r}}(t_{2})-{\vec {r}}(t_{1})},
при этом всегда {\displaystyle \Delta S\geq |\Delta {\vec {r}}|};
- Радиус кривизны — радиус дуги окружности, наилучшим образом аппроксимирующей траекторию в заданной точке.

Скорость материальной точки всегда направлена по касательной к дуге, используемой для описания траектории. При этом существует связь между величиной скорости {\displaystyle v}, нормальным ускорением {\displaystyle a_{n}} и радиусом кривизны траектории {\displaystyle R} в конкретной геометрической точке:
{\displaystyle a_{n}={\frac {v^{2}}{R}}}.
Не всякое движение с известной скоростью по кривой известного радиуса и найденное по приведённой выше формуле нормальное (центростремительное) ускорение связано с проявлением силы, направленной по нормали к траектории (центростремительной силы). Так, найденное по данным фотографии суточного движения светил ускорение любой из звёзд отнюдь не говорит о существовании вызывающей это ускорение силы, притягивающей её к Полярной звезде как центру вращения.

## Траектория и уравнения динамики
Представление траектории как следа, оставляемого движением материальной точки, связывает чисто кинематическое понятие о траектории, как геометрической проблеме, с динамикой движения материальной точки, то есть проблемой определения причин её движения. Фактически, решение уравнений Ньютона (при наличии полного набора исходных данных) даёт траекторию материальной точки.

### Движение свободной материальной точки
В соответствии с первым законом Ньютона, иногда называемым законом инерции, должна существовать такая система, в которой свободное тело сохраняет (как вектор) свою скорость. Такая система отсчёта называется инерциальной. Траекторией такого движения является прямая линия, а само движение называется равномерным и прямолинейным.

### Движение под действием внешних сил
в инерциальной системе отсчёта
Если в инерциальной системе скорость {\displaystyle {\vec {v}}} движения объекта (для неподвижного в данной системе наблюдателя) с массой {\displaystyle m} меняется по направлению, даже оставаясь прежней по величине, то есть тело производит поворот и движется по дуге с радиусом кривизны {\displaystyle R}, то значит, это тело испытывает нормальное ускорение {\displaystyle a_{n}}. Причиной, вызывающей это ускорение, является центростремительная сила, прямо пропорциональная этому ускорению. В этом состоит суть второго закона Ньютона:
{\displaystyle {\vec {F}}=m{\vec {a}}_{n}},
где {\displaystyle {\vec {F}}} есть векторная сумма сил, действующих на тело, {\displaystyle {\vec {a}}_{n}} — его ускорение, а {\displaystyle m} — инертная масса.
В общем случае тело не бывает свободно в своём движении, и на его положение, а в некоторых случаях и на скорость, налагаются ограничения — связи. Если связи накладывают ограничения только на координаты тела, то такие связи называются геометрическими. Если же они распространяются и на скорости, то они называются кинематическими. Если уравнение связи может быть проинтегрировано во времени, то такая связь называется голономной.
Действие связей на систему движущихся тел описывается силами, называемыми реакциями связей. В таком случае сила, входящая в левую часть выражения закона Ньютона, есть векторная сумма активных (внешних) сил и реакции связей.
Существенно, что в случае голономных связей становится возможным описать движение механических систем в обобщённых координатах, входящих в уравнения Лагранжа. Число этих уравнений зависит лишь от числа степеней свободы системы и не зависит от количества входящих в систему тел, положение которых необходимо определять для полного описания движения.
Если же связи, действующие в системе идеальны, то есть в них не происходит переход энергии движения в другие виды энергии, то при решении уравнений Лагранжа автоматически исключаются все неизвестные реакции связей.
Наконец, если действующие силы принадлежат к классу потенциальных, то при соответствующем обобщении понятий становится возможным использования уравнений Лагранжа не только в механике, но и других областях физики.
Действующие на материальную точку силы в этом понимании однозначно определяют форму траектории её движения (при известных начальных условиях). Обратное утверждение в общем случае несправедливо, поскольку одна и та же траектория может иметь место при различных комбинациях активных сил и реакций связи.
в неинерциальной системе отсчёта
Если система отсчёта неинерциальна (то есть движется с неким ускорением относительно инерциальной системы отсчёта), то в ней также возможно использование закона Ньютона, однако в левой части необходимо учесть так называемые силы инерции (в том числе, центробежную силу и силу Кориолиса, связанные с вращением неинерциальной системы отсчёта).

## Значимость выбора системы отсчёта

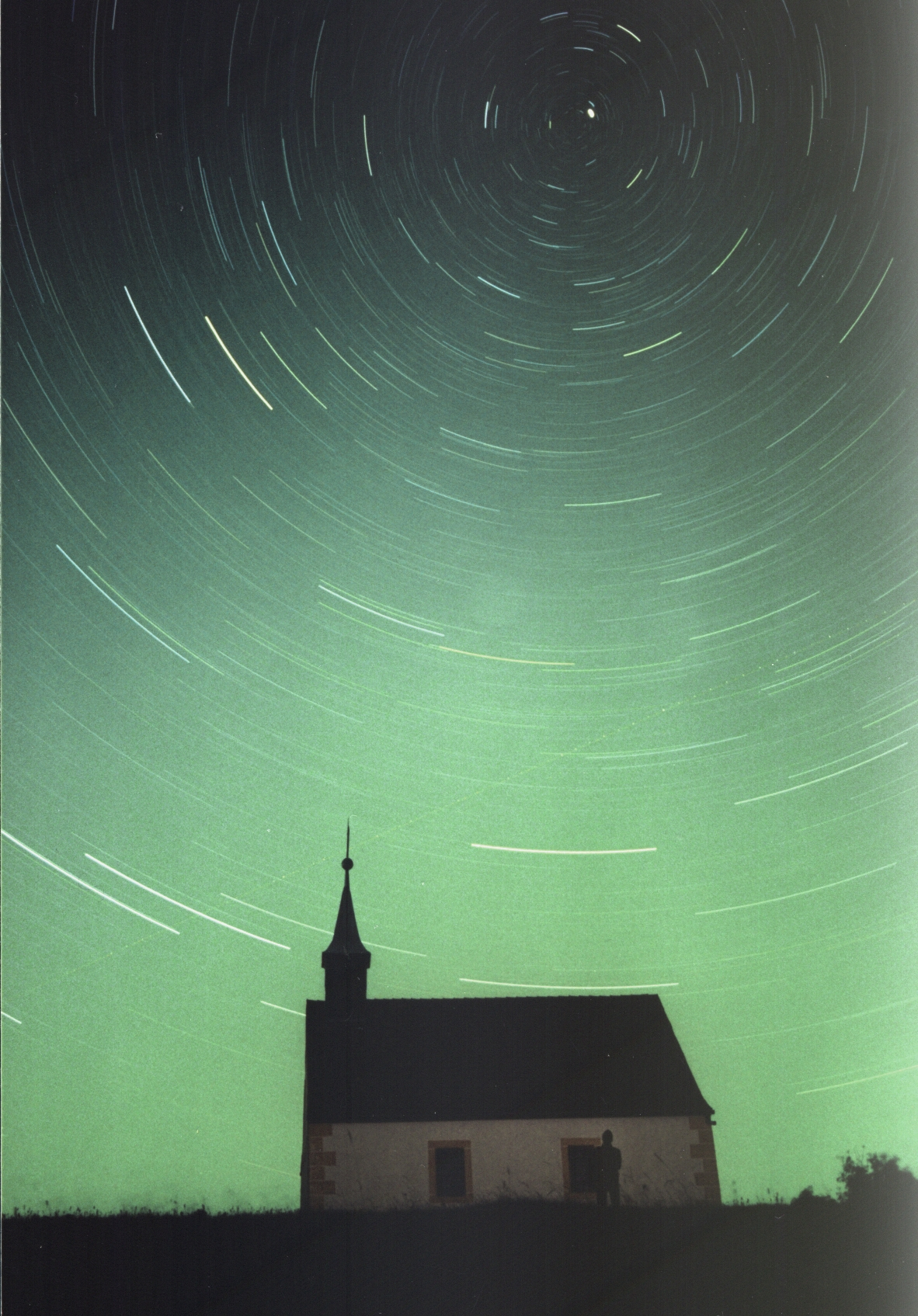
Суточное движение светил в системе отсчёта, связанной с фотоаппаратом в проекции на плоскость рисунка

Уточнение о «привязке» траектории к выбору координатной системы принципиально, так как форма траектории зависит от этого выбора. Качественные и количественные различия траекторий возникают и между инерциальными системами, и если одна или обе системы неинерциальны.

### Наблюдаемость траектории
Возможно наблюдение траектории при неподвижности объекта, но при движении системы отсчёта. Так, звёздное небо может послужить хорошей моделью инерциальной и неподвижной системы отсчёта. Однако при длительной экспозиции эти звёзды представляются движущимися по круговым траекториям.
Возможен и противоположный случай, когда тело явно движется, но траектория в проекции на плоскость наблюдения является одной неподвижной точкой. Это, например, случай летящей прямо в глаз наблюдателя пули или уходящего от него поезда.

### Модификация формы траектории

Прямолинейное равномерно ускоряющееся движение в одной инерциальной системе в общем случае будет параболическим в другой равномерно двигающейся инерциальной системе отсчёта.

Нередко оказывается, что форма траектории зависит от системы отсчёта, избранной для описания движения материальной точки радикальным образом. Так, прямолинейное равноускоренное движение (скажем, свободое падение) в одной инерциальной системе в общем случае будет параболическим в другой равномерно двигающейся инерциальной системе отсчёта (см. рис.).
В соответствии с принципом относительности Галилея, существует бесконечное множество равноправных инерциальных систем (ИСО), движение которых одна относительно другой не может быть установлено никаким образом путём наблюдения любых процессов и явлений, происходящих только в этих системах. Прямая траектория равномерного движения объекта в одной системе будет выглядеть также прямой в любой другой инерциальной системе, хотя величина и направление скорости будут зависеть от выбора системы, то есть от величины и направления их относительной скорости.
Вместе с тем Принцип Галилея не утверждает, что одно и то же явление, наблюдаемое из двух разных ИСО, будут выглядеть одинаково. Поэтому рисунок предупреждает о двух типичных ошибках, связанных с забвением того, что:
1. Истинно, что любой вектор (в том числе вектор силы) может быть разложен по крайней мере на две составляющие. Но это разложение совершенно произвольно и не значит, что такие компоненты существуют в действительности. Для подтверждения их реальности должна привлекаться дополнительная информация, в любом случае не взятая из анализа формы траектории. Например, по рисунку 2 невозможно определить природу силы F, так же как невозможно утверждать, что она сама является или не является суммой сил разной природы. Можно лишь утверждать, что на изображённом участке она постоянна, и что для формирования наблюдаемой в данной СО криволинейности траектории служит вполне определённая в данной СО центростремительная часть этой силы. Зная лишь траекторию материальной точки в какой-либо инерциальной системе отсчёта и её скорость в каждый момент времени, нельзя определить природу сил, действовавших на неё.
2. Даже в случае наблюдения из ИСО, форма траектории ускоренно движущегося тела будет определяться не только действующими на него силами, но и выбором этой ИСО, никак на эти силы не влияющим. Центростремительная сила, показанная на рисунке 2, получена формально, и её величина непосредственно зависит от выбора ИСО.

### Пример для вращающейся системы

Траектории одного и того же движения в неподвижной и вращающейся системах отсчёта. Вверху в инерциальной системе видно, что тело двигается по прямой. Внизу в неинерциальной видно, что тело повернуло в сторону от наблюдателя по кривой.

Представим себе работника театра, передвигающегося в колосниковом пространстве над сценой по отношению к зданию театра равномерно и прямолинейно и несущего над вращающейся сценой дырявое ведро с краской. Он будет оставлять на ней след от падающей краски в форме раскручивающейся спирали (если движется от центра вращения сцены) и закручивающейся — в противоположном случае. В это время его коллега, отвечающий за чистоту вращающейся сцены и на ней находящийся, будет поэтому вынужден нести под первым недырявое ведро, постоянно находясь под первым. И его движение по отношению к зданию также будет равномерным и прямолинейным, хотя по отношению к сцене, которая является неинерциальной системой, его движение будет искривлённым и неравномерным . Более того, для того, чтобы противодействовать сносу в направлении вращения, он должен мышечным усилием преодолевать действие силы Кориолиса, которое не испытывает его верхний коллега над сценой, хотя траектории обоих в инерциальной системе здания театра будут представлять прямые линии.
Но можно себе представить, что задачей рассматривающихся здесь коллег является именно нанесение прямой линии на вращающейся сцене. В этом случае нижний должен потребовать от верхнего движения по кривой, являющейся зеркальным отражением следа от ранее пролитой краски,оставаясь при этом над любой точкой прямой, проходящей в избранном радиальном направлении. Следовательно, прямолинейное движение в неинерциальной системе отсчёта не будет являться таковым для наблюдателя в инерциальной системе.
Более того, равномерное движение тела в одной системе, может быть неравномерным в другой. Так, две капли краски, упавшие в разные моменты времени из дырявого ведра, как в собственной системе отсчёта, так и в системе неподвижного по отношению к зданию нижнего коллеги (на уже прекратившей вращение сцене), будут двигаться по прямой (к центру Земли). Различие будет заключаться в том, что для нижнего наблюдателя это движение будет ускоренным, а для верхнего его коллеги, если он, оступившись, будет падать, двигаясь вместе с любой из капель, расстояние между каплями будет увеличиваться пропорционально первой степени времени, то есть взаимное движение капель и их наблюдателя в его ускоренной системе координат будет равномерным со скоростью {\displaystyle v=g\Delta t}, определяемой задержкой {\displaystyle \Delta t} между моментами падения капель; здесь {\displaystyle g} — ускорение свободного падения.
Поэтому форма траектории и скорость движения по ней тела, рассматриваемая в некоторой системе отсчёта, о которой заранее ничего не известно, не даёт однозначного представления о силах, действующих на тело. Решить вопрос о том, является ли эта система в достаточной степени инерциальной, можно лишь на основе анализа причин возникновения действующих сил.
Таким образом, в неинерциальной системе, во-первых, кривизна траектории и/или непостоянство скорости являются недостаточным аргументом в пользу утверждения о том, что на движущееся по ней тело действуют внешние силы, которые в конечном случае могут быть объяснены гравитационными или электромагнитными полями, а во-вторых, прямолинейность траектории является недостаточным аргументом в пользу утверждения о том, что на движущееся по ней тело не действуют никакие силы.

## Бестраекторное движение
Согласно квантовомеханическим представлениям, в отношении движения микрочастицы (электрона или другой) в ограниченном пространстве следует говорить не о траектории {\displaystyle {\vec {r}}(t)}, а об эволюции плотности вероятности обнаружить частицу в заданной точке {\displaystyle {\vec {r}}}. Эта плотность вероятности характеризуется квадратом модуля волновой функции {\displaystyle |\psi ({\vec {r}},t)|^{2}}. Зависимость {\displaystyle \psi } от её аргументов определяется с помощью уравнения Шрёдингера. Располагая волновой функцией, можно найти меняющееся со временем положение «центроида» {\displaystyle <{\vec {r}}(t)>=\int {\vec {r}}|\psi ({\vec {r}},t)|^{2}dV} (интегрирование – по всему доступному частице объёму). В пределе, когда длина волны де Бройля частицы несопоставимо меньше размера пространственной области движения, такой подход становится эквивалентным привычному расчёту траектории.